# FIFA Soccer 64
FIFA Soccer 64 és un videojoc de futbol creat per EA Canada i publicat per Electronic Arts per la Nintendo 64.

## Desenvolupament
El videojoc és similar a les versions de 32 bits de FIFA 97, i es va anunciar inicialment sota el mateix títol. L'elevat nombre de comandes previstes per a FIFA 64 van portar a Electronic Arts a revertir la seva recent decisió de retirar-se del desenvolupament de programari de Nintendo 64 i va anunciar plans per llançar diversos jocs EA Sports per a la Nintendo 64 durant el proper any.

## Jugabilitat
FIFA Soccer 64 és part de la saga de videojocs FIFA.

## Rebuda
Next Generation va revisar la versió de Nintendo 64 del joc, i va qualificar dues estrelles de cinc i va afirmar que "L'únic avantatge que la "FIFA" té sobre altres jocs de futbol és la llicència completa dels jugadors internacionals, el que significa que pots jugar partits de la Copa del Món amb els jugadors reals. No obstant això, quan mireu la qualitat de jocs com "J-League" i "Goal Storm '97", us adonareu que el mal dissenyat FIFA necessita una reformulació important." En la revista Edge número #44 apareix una anàlisi.